# Trinidadi darázskolibri
A trinidadi darázskolibri (Chaetocercus jourdanii) a madarak osztályának sarlósfecske-alakúak (Apodiformes)  rendjébe és a kolibrifélék (Trochilidae) családjába tartozó faj.

## Rendszerezése
A fajt Jules Bourcier francia ornitológus írta le 1839-ben, az Ornismya nembe Ornismya Jourdanii néven.

## Alfajai
- Chaetocercus jourdanii andinus Phelps & Phelps Jr, 1949
- Chaetocercus jourdanii jourdanii (Bourcier, 1839)
- Chaetocercus jourdanii rosae (Bourcier & Mulsant, 1846)[2]

## Előfordulása
Kolumbia, Trinidad és Tobago, valamint Venezuela területén honos. Természetes élőhelyei a szubtrópusi és trópusi hegyi esőerdők, magaslati gyepek és cserjések, valamint ültetvények és másodlagos erdők. Állandó, nem vonuló faj.

## Megjelenése
Testhossza 8 centiméter.

## Természetvédelmi helyzete
Az elterjedési területe korlátozott, egyedszáma viszont stabil. A Természetvédelmi Világszövetség Vörös listáján nem fenyegetett fajként szerepel.